# Hilibadalu (Ulu Moro O)
Hilibadalu is een bestuurslaag in het regentschap Nias Barat van de provincie Noord-Sumatra, Indonesië. Hilibadalu telt 1300 inwoners (volkstelling 2010).